# Cor de Ronde (CDA)
Cornelis Johannes (Cor) de Ronde (Zoetermeer, 9 april 1943) is een Nederlands voormalig burgemeester. Hij is lid van het CDA.
Na de mulo studeerde hij bedrijfseconomie en marketing waarna een loopbaan in het bedrijfsleven volgde en daarnaast is hij ook CDA-fractievoorzitter in Dongen geweest. Van 1985 tot 1 januari 1997 was De Ronde (de laatste) burgemeester van Willemstad, van 1995 tot 1 januari 1997 eveneens (waarnemend- en tevens laatste) burgemeester van Putte, van 8 januari tot juli 1997 waarnemend burgemeester van Berkel en Rodenrijs en van 1 september 1997 tot 16 februari 1998 waarnemend- en vervolgens tot 1 januari 2006 'volwaardig' (en laatste) burgemeester van Voorhout.